# Tougen Anki
«Tougen Anki: Legend of the Cursed Blood» (яп. 桃源暗鬼, Tōgen Anki, Туген Анкі: Легенда про прокляту кров) — манґа, написана та ілюстрована Юрою Урушібарою. Її серіалізація розпочалася в журналі сьонен «Weekly Shōnen Champion», що видається Akita Shoten, у червні 2020 року. Аніме-телесеріал, створений Studio Hibari, прем'єрував в липні 2025 року.

## Персонажі
Шікі Ічіносе (яп. 一ノ瀬 四季, Ichinose Shiki)
Сейю: Казукі Ура
Найто Мудано (яп. 無陀野 無人, Mudano Naito)
Сейю: Хіроші Камія
Джін Коґасакі (яп. 皇后崎 迅, Kōgasaki Jin)
Сейю: Котаро Нішіяма
Хомаре Бьобуґаура (яп. 屏風ヶ浦 帆稀, Byōbugaura Homare)
Сейю: Манака Івамі
Ікарі Яороші (яп. 矢颪 碇, Yaoroshi Ikari)
Сейю: Шого Саката
Джуджі Юсурубе (яп. 遊摺部 従児, Yusurube Jūji)
Сейю: Нацукі Ханае
Рокуро Кіріяма (яп. 手術岾 ロクロ, Kiriyama Rokuro)
Сейю: Кайто Міура
Куіна Сазанамі (яп. 漣 水鶏, Sazanami Kuina)
Сейю: Аймі
Кьоя Ойранзака (яп. 花魁坂 京夜, Oiranzaka Kyōya)
Сейю: Рьохей Кімура

## Медіа

### Манґа
Манґа «Tougen Anki: Legend of the Cursed Blood», написана та ілюстрована Юрою Урушібарою, почала публікуватися 11 червня 2020 року в сьонен-журналі «Weekly Shōnen Champion» видавництва Akita Shoten. Akita Shoten збирає розділи манґи в окремі томи танкобон. Перший том вийшов 8 жовтня 2020 року Станом на 8 квітня 2025 року було випущено двадцять три томи.
У березні 2024 року видавництво Yen Press оголосило про ліцензування манґи для англомовного видання в Північній Америці, перший том якого вийшов 17 вересня того ж року.
Спіноф манґи за авторства Доми Оди під назвою «Tougen Anki Gaiden: Tsuki to Sakura no Kyōsō Kyoku» (яп. 桃源暗鬼外伝 月と桜の狂騒曲, Тоуген Анкі:Побічна історія. Рапсодія місяця та вишневих квітів) має розпочатися публікацію в журналі «Monthly Shōnen Champion» 6 червня 2025 року.

#### Томи
| №  | Дата виходу      | ISBN                                          |
| -- | ---------------- | --------------------------------------------- |
| 1  | 8 жовтня 2020    | ISBN 978-4-253-28001-3                        |
| 2  | 8 січня 2021     | ISBN 978-4-253-28002-0                        |
| 3  | 8 березня 2021   | ISBN 978-4-253-28003-7                        |
| 4  | 8 червня 2021    | ISBN 978-4-253-28004-4                        |
| 5  | 6 серпня 2021    | ISBN 978-4-253-28005-1                        |
| 6  | 8 жовтня 2021    | ISBN 978-4-253-28006-8                        |
| 7  | 8 грудня 2021    | ISBN 978-4-253-28007-5                        |
| 8  | 8 березня 2022   | ISBN 978-4-253-28008-2                        |
| 9  | 6 травня 2022    | ISBN 978-4-253-28009-9                        |
| 10 | 7 липня 2022     | ISBN 978-4-253-28010-5                        |
| 11 | 8 вересня 2022   | ISBN 978-4-253-28011-2                        |
| 12 | 8 листопада 2022 | ISBN 978-4-253-28012-9                        |
| 13 | 6 січня 2023     | ISBN 978-4-253-28013-6                        |
| 14 | 7 квітня 2023    | ISBN 978-4-253-28014-3                        |
| 15 | 8 червня 2023    | ISBN 978-4-253-28015-0                        |
| 16 | 8 серпня 2023    | ISBN 978-4-253-28016-7                        |
| 17 | 8 листопада 2023 | ISBN 978-4-253-28017-4                        |
| 18 | 5 січня 2024     | ISBN 978-4-253-28018-1                        |
| 19 | 7 березня 2024   | ISBN 978-4-253-28019-8                        |
| 20 | 8 травня 2024    | ISBN 978-4-253-28531-5                        |
| 21 | 6 вересня 2024   | ISBN 978-4-253-28532-2 978-4-253-28533-9 (СВ) |
| 22 | 8 січня 2025     | ISBN 978-4-253-28534-6 978-4-253-28535-3 (СВ) |
| 23 | 8 квітня 2025    | ISBN 978-4-253-28537-7 978-4-253-28536-0 (СВ) |

### Театральна постановка
У грудні 2023 року було анонсовано, що серію буде адаптовано у вигляді театральної постановки. Вистави проходили в театрі Теннозу Ґалаксі в Токіо з 17 по 24 лютого 2024 року та в театрі Драма Сіті мистецького театру Умеда в Осаці з 29 лютого по 3 березня того ж року.

### Аніме
У травні 2024 року було оголошено про створення аніме-телесеріалу за мотивами манґи. Виробництвом серіалу займається Studio Hibari, режисером виступає Ато Нонака, Хіроюкі Хашімото — помічником режисера, Юкіе Суґавара відповідає за сценарій та його написання, Рьоко Амісакі — за дизайн персонажів, а Кота Ямамото пише музику під лейблом Pony Canyon. Компанія Remow отримала ліцензію на показ серіалу. Прем'єра відбулася на 11 липня 2025 року на телеканалі Nippon TV та його філіалах у програмному блоці «Friday Anime Night». Початковою музичною темою є пісня «Overnight» у виконанні The Oral Cigarettes, а завершальною — «What is Justice?» від Band-Maid.

## Сприйняття

### Тираж
Станом на лютий 2022 року тираж манґи становив понад 1,2 мільйона копій; до листопада 2022 року — понад 1,85 мільйона копій; до березня 2023 року — понад 2,2 мільйона копій; до грудня 2023 року — понад 2,6 мільйона копій; а до травня 2024 року — понад 3 мільйони копій.

### Нагороди
Манґа була номінована на премію Next Manga Awards 2021 у друкованій категорії. У 2024 році манґа посіла сьоме місце на другій церемонії вручення нагород Rakuten Kobo E-book Award у категорії «Манґа, яку я хочу донести до всього світу! Найрекомендованіша манґа».